# Benfica 12–2 Porto (1943)
A partida entre o Sport Lisboa e Benfica e o Futebol Clube do Porto, que terminou numa vitória de 12 a 2 do Benfica, ocorreu no dia 7 de fevereiro de 1943. O jogo foi disputado no Campo Grande e é até agora a maior vitória de sempre do confronto.

## Partida
| 7 de fevereiro de 1943 | Benfica | 12 – 2 | FC Porto                | Campo Grande, Lisboa  |
| Histórico              | Alfredo Valadas 5' 31' · Julinho 39' 55' 60' 61' 75' · Manuel da Costa 44' (gp) 58' · Alfredo Pais 46' (ag) · Francisco Ferreira 77' · Semilhas 85' |        | Póvoas 48' · Araújo 67' | Árbitro: Vasco Ataíde |